# Holzwiesengraben (Bruckbach)
Der Holzwiesengraben ist ein rechter Zufluss des Bruckbachs bei Westheim im mittelfränkischen Landkreis Weißenburg-Gunzenhausen.

## Verlauf
Der Holzwiesengraben entspringt auf einer Höhe von 457 m ü. NHN am Waldrand nördlich von Westheim. Er fließt in eine östliche bis südöstliche Richtung, teilweise durch einen Wald oder am Waldrand entlang. Der Holzwiesengraben mündet nach einem Lauf von rund 1,1 Kilometern auf einer Höhe von 444 m ü. NHN nordöstlich von Westheim unweit der zuvor unterquerten Bundesstraße 466 von rechts bzw. von Nordwesten in den Bruckbach. Unweit münden auch der Arnbach und der Maßholdergraben in den Bruckbach.